# Piłka nożna na Światowych Wojskowych Igrzyskach Sportowych 2015 – turniej kobiet
Piłka nożna kobiet na Światowych Wojskowych Igrzyskach Sportowych 2015 – turniej w piłce nożnej, który odbył się w koreańskim Mungyeongu w dniach 1–10 października 2015 roku podczas igrzysk wojskowych.
W turnieju brało udział łącznie 6 drużyn, które w pierwszej rundzie rywalizowały w dwóch grupach. Dwie pierwsze drużyny z każdej z grup awansowały do dalszych gier. Zespoły z miejsc 3. rywalizowały o pozycję 5–6. Mecze grupowe, o miejsce 5–6, a także mecz półfinałowy i o brązowy medal rozegrane zostały na obiektach Gimcheon Sports Complex w Gimcheonie.  Drugi mecz półfinałowy (Brazylia-Korea Południowa) rozegrano na stadionie Sangju Civic Stadium w Sangju. Mecz finałowy odbył się na stadionie KAFAC Sports Complex w Mungyeongu.

## Uczestniczki
- Brazylia
- Francja
- Korea Południowa
- Holandia
- Niemcy
- Stany Zjednoczone

## Faza grupowa
| Legenda | Legenda                 |
| ------- | ----------------------- |
|         | Strefa medalowa (1 – 4) |
|         | Mecz o poz. 5. – 6.     |

### Grupa A
| Zespół            | Pkt | M | W | R | P | Br+ | Br− | +/− |
| ----------------- | --- | - | - | - | - | --- | --- | --- |
| Francja           | 6   | 2 | 2 | 0 | 0 | 3   | 1   | +2  |
| Korea Południowa  | 3   | 2 | 1 | 0 | 1 | 3   | 2   | +1  |
| Stany Zjednoczone | 0   | 2 | 0 | 0 | 2 | 0   | 3   | −3  |

| 1 października 2015 11:00 (UTC+09:00) | Korea Południowa · J.H. Choi 7' | 1:2(1:0)Raport | Francja · Ramos 51', Diguelman 105+1' | Gimcheon Sports Complex, Gimcheon · Sędzia: Gwinea Ousmane Camara |
|                                       |                                 |                |                                       |                                                                   |

| 3 października 2015 11:00 (UTC+09:00) | Francja · Lizzano 60' | 1:0(0:0)Raport | Stany Zjednoczone | Gimcheon Sports Complex, Gimcheon · Sędzia: Katar Khamis Al-Kuwari |
|                                       |                       |                |                   |                                                                    |

| 5 października 2015 11:00 (UTC+09:00) | Stany Zjednoczone | 0:2(0:1)Raport | Korea Południowa · H.S.Jeon 35', D.W. Song 55' | Gimcheon Sports Complex, Gimcheon · Sędzia: Gwinea Ousmane Camara |
|                                       |                   |                |                                                |                                                                   |

### Grupa B
| Zespół   | Pkt | M | W | R | P | Br+ | Br− | +/− |
| -------- | --- | - | - | - | - | --- | --- | --- |
| Brazylia | 4   | 2 | 1 | 1 | 0 | 2   | 1   | +1  |
| Holandia | 3   | 2 | 1 | 0 | 1 | 1   | 0   | 0   |
| Niemcy   | 1   | 2 | 0 | 1 | 1 | 1   | 2   | −1  |

| 1 października 2015 15:00 (UTC+09:00) | Niemcy | 0:1(0:0)Raport | Holandia · de Kok 72' | Gimcheon Sports Complex, Gimcheon · Sędzia: Korea Południowa Sook-Hee Kim |
|                                       |        |                |                       |                                                                           |

| 3 października 2015 15:00 (UTC+09:00) | Holandia | 0:1(0:1)Raport | Brazylia · Chagas Ferreira 11' | Gimcheon Sports Complex, Gimcheon · Sędzia: Francja Sabine Bonnin |
|                                       |          |                |                                |                                                                   |

| 5 października 2015 15:00 (UTC+09:00) | Brazylia · Chagas Ferreira 50' | 1:1(0:0)Raport | Niemcy · Kerstin Stegemann 90+1' | Gimcheon Sports Complex, Gimcheon · Sędzia: Korea Południowa Ji-Hye Kim |
|                                       |                                |                |                                  |                                                                         |

## Faza pucharowa

### Półfinały
Faza pucharowa (1/2 finału) rozgrywana była systemem pucharowym, z jednym dodatkowym meczem o trzecie miejsce.
Drabinka
|  |                           |                  |                  |                             |   |         |         |       |
|  | Półfinały                 | Półfinały        | Półfinały        |                             |   | Finał   | Finał   | Finał |
|  | Półfinały                 | Półfinały        | Półfinały        |                             |   | Finał   | Finał   | Finał |
|  | 7 października – Gimcheon |                  |                  |                             |   |         |         |       |
|  |                           |                  |                  |                             |   |         |         |       |
|  | Francja                   | Francja          | 2                |                             |   |         |         |       |
|  | Francja                   | Francja          | 2                | 10 października – Mungyeong |   |         |         |       |
|  | Holandia                  | Holandia         | 0                |                             |   |         |         |       |
|  | Holandia                  | Holandia         | 0                |                             |   | Francja | Francja | 1     |
|  | 7 października – Sangju   |                  |                  |                             |   | Francja | Francja | 1     |
|  |                           |                  | Brazylia (dogr.) | Brazylia (dogr.)            | 2 |         |         |       |
|  | Brazylia (dogr.)          | Brazylia (dogr.) | Brazylia (dogr.) | Brazylia (dogr.)            | 2 | 1       |         |       |
|  | Brazylia (dogr.)          | Brazylia (dogr.) |                  |                             |   |         |         |       |
|  | Korea Południowa          | Korea Południowa | 0                |                             |   |         |         |       |
|  | Korea Południowa          | Korea Południowa | 0                | Mecz o 3. miejsce           |   |         |         |       |
|  |                           |                  |                  |                             |   |         |         |       |
|  | 9 października – Gimcheon |                  |                  |                             |   |         |         |       |
|  |                           |                  |                  |                             |   |         |         |       |
|  | Holandia                  | Holandia         | 0                |                             |   |         |         |       |
|  | Holandia                  | Holandia         | 0                |                             |   |         |         |       |
|  | Korea Południowa          | Korea Południowa | 3                |                             |   |         |         |       |
|  | Korea Południowa          | Korea Południowa | 3                |                             |   |         |         |       |

| 7 października 2015 11:00 (UTC+09:00) | Francja · Lernon 48', Gueheo 86' | 2:0(0:0)Raport | Holandia | Gimcheon Sports Complex, Gimcheon · Sędzia: Gwinea Aïssatou Inter Keita |
|                                       |                                  |                |          |                                                                         |

| 7 października 2015 11:00 (UTC+09:00) | Brazylia · da Silva Antonio 92' | 1:0 (dogr.)(0:0)Raport | Korea Południowa | Sangju Civic Stadium, Sangju · Sędzia: Korea Południowa Ji-Hye Kim |
|                                       |                                 |                        |                  |                                                                    |

### Mecz o miejsce 5-6
| 9 października 2015 11:00 (UTC+09:00) | Niemcy · Skradde 90' | 1:0(0:0)Raport | Stany Zjednoczone | Gimcheon Sports Complex, Gimcheon · Sędzia: Korea Południowa Ji-Hye Kim |
|                                       |                      |                |                   |                                                                         |

### Mecz o 3. miejsce
| 9 października 2015 15:00 (UTC+09:00) | Korea Południowa · D.E. Jeon 27', · J.E. Lee 60', 90+3' | 3:0(1:0)Raport | Holandia | Gimcheon Sports Complex, Gimcheon · Sędzia: Francja Sabine Bonnin |
|                                       |                                                         |                |          |                                                                   |

### Finał
| 10 października 2015 11:00 (UTC+09:00) | Brazylia · dos Santos de Paula 21', · Chagas Ferreira 120' | 2:1 (dogr.)(1:1)Raport | Francja · Garrec 15' | KAFAC Sports Complex, Mungyeong · Sędzia: Korea Południowa Sook-Hee Kim |
|                                        |                                                            |                        |                      |                                                                         |

## Klasyfikacja końcowa
| Miejsce | Reprezentacja     | Punkty | Bramki +/− | Bramki zdobyte |
| ------- | ----------------- | ------ | ---------- | -------------- |
| złoto   | Brazylia          | 10     | 3          | 4              |
| srebro  | Francja           | 9      | 3          | 6              |
| brąz    | Korea Południowa  | 6      | 3          | 6              |
| 4.      | Holandia          | 3      | –5         | 1              |
| 5.      | Niemcy            | 4      | 0          | 2              |
| 6.      | Stany Zjednoczone | 0      | −4         | 1              |